# Tavaborole
Le tavaborole est un médicament antifongique est vendu sous le nom de marque Kerydin.

## Mode d'action
Il agit en inhibant une enzyme, la leucyl-ARNt synthétase, nécessaire au champignon pour produire des protéines .

## Usage médical
Le tavaborole, en application locale, est un médicament antifongique utilisé pour traiter les infections fongiques de l'ongle. Le médicament l'utilise en l'appliquant sur l'ongle concerné. Des données probantes soutiennent son utilisation dans les maladies légères à modérées.

## Effets secondaires
Les effets secondaires de ce médicament peuvent inclure une irritation cutanée ou un ongle incarné .

## Histoire
Le médicament a été approuvé pour un usage médical aux États-Unis en 2014. Aux États-Unis, 10 ml de solution coûtent environ 1 600 dollars américains en 2021. Il est également disponible au Canada mais pas en Europe depuis 2018.